# Szubieniczna Góra (wzniesienie w Prudniku)
Szubieniczna Góra (niem. Galgenberg) – wzniesienie w Obniżeniu Prudnickim, na Nizinie Śląskiej, położone na terenie miasta Prudnik.

## Geografia
Wzniesienie znajduje się w północnej części miasta, na wschód od ul. Nyskiej i na północ od torów linii kolejowej nr 137.

## Historia

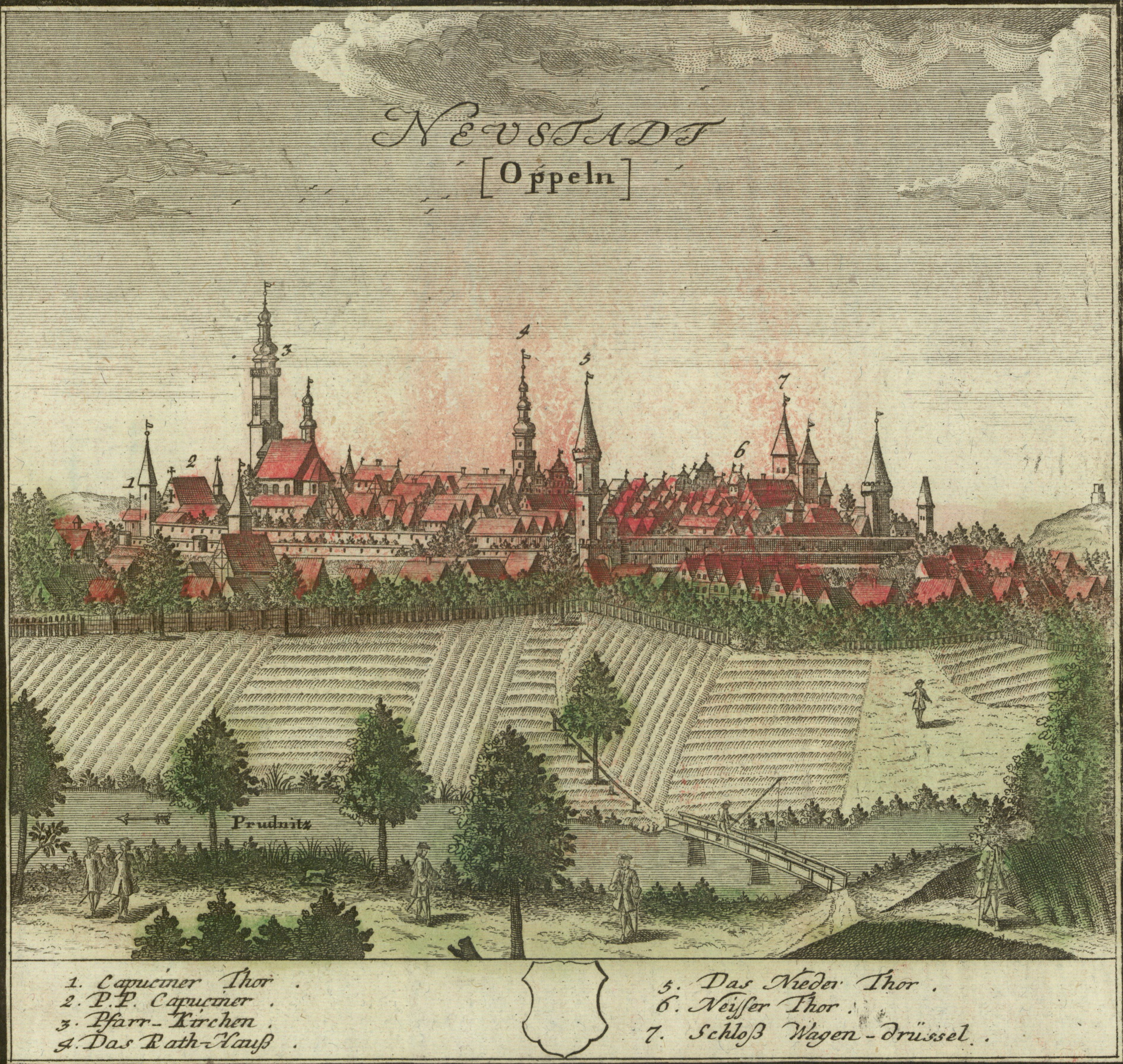
Panorama Prudnika autorstwa F.B. Wernera (1739). Po prawej stronie weduty widoczna Szubieniczna Góra wraz z szubienicą.

Na wzniesieniu znajdowała się szubienica, na której były wykonywane wyroki na złoczyńcach. Jedną z osób straconych na Szubienicznej Górze była Urszula Hammel, skazana w 1577 na pogrzebanie żywcem i przebicie palem w ramach kary za zamordowanie własnego dziecka. Szubienica na Szubienicznej Górze została uwieczniona na XVIII-wiecznej weducie autorstwa Friedricha Bernharda Wernera przedstawiającej panoramę Prudnika.
W XIX wieku na Szubienicznej Górze znajdował się magazyn prochu, przy którym pełnili stałą służbę żołnierze stacjonującego w Prudniku 6 Pułku Huzarów.
Podczas II wojny światowej, w ramach obrony przeciwlotniczej miasta, w pobliżu Szubienicznej Góry zbudowano koliste podstawy pod działa 20 mm lub karabiny maszynowe.
W kwietniu 2021 na Szubienicznej Górze przeprowadzono prace archeologiczne, które miały na celu wskazanie miejsca szubienicy. Poszukiwania zakończyły się niepowodzeniem.